# Гарри и Тонто
«Га́рри и То́нто» (англ. Harry and Tonto) — драматическое роуд-муви режиссёра Пола Мазурски, выпущенное в 1974 году. Главную роль исполнил Арт Карни, удостоенный за неё премии «Оскар».

## Сюжет
Старик Гарри Кумбс, живущий вместе с рыжим котом по кличке Тонто в квартире на Верхнем Вест-Сайде, отказывается выселяться, когда его дом признают подлежащим сносу. В ответ полиция насильно выносит героя вместе с котом и креслом, и у подъезда его встречает сын Бёрт, забравший и приютивший старика у себя. Видя, что его пребывание в доме не нравится жене сына Элейн, Гарри решает найти съёмное жильё. Безрезультатные попытки вынуждают его, взяв кота, отправиться к дочке Ширли в Чикаго. Поддавшись на уговоры сына купить билет на самолёт, Гарри приезжает в аэропорт, однако в ответ на требования служащих отдать им кота он уезжает на автовокзал, чтобы добраться до дочки на автобусе. В середине пути старик из-за желания Тонто справить естественную нужду покидает автобус. Купив за 250 долларов поддержанный автомобиль, он, чьи водительские права давно просрочены, отправляется в самостоятельное путешествие по стране.
По дороге Гарри подбирает молодых попутчиков — парня, цитирующего Библию, и девушку Джинджер, направляющихся в общину хиппи в Боулдер, штат Колорадо. Парень вскоре их покидает, а Гарри и Джинджер продолжают путь вдвоём. После рассказа старика о своей первой любви — танцовщице по имени Джесси — девушка уговаривает его заехать в городок, где она проживала. В одном из местных домов престарелых Гарри находит уже пожилую женщину, которая из-за деменции его так и не узнает. После танца с Джесси герой продолжает путь. В книжной лавке, принадлежащей Ширли, его встречает Норман, сын Бёрта, который должен вернуть старика в Нью-Йорк. После непростого разговора с Ширли, которая рассталась с очередным мужем, Гарри вместе с внуком и Джинджер отправляется ко второму сыну в Лос-Анджелес.
Свой автомобиль он отдаёт Норману и Джинджер для их поездки в коммуну, а сам продолжает путь автостопом — сначала с коммивояжёром, а затем с проституткой. Прибыв в Лос-Анджелес, Гарри после посещения казино оказывается задержан полицией за то, справлял нужду в общественном месте. В тюрьме в обмен на блендер, купленный у коммивояжёра, один индеец пытается вылечить бурсит у героя, и тому становится легче. На выходе из тюрьмы Гарри встречает его младший сын Эдди, который отвозит отца к себе, по пути поведав о своих успехах в бизнесе. Однако старик понимает, что у сына на самом деле проблемы, и помогает ему деньгами из своей пенсии. Отказавшись жить вместе с Эдди, Гарри находит жильё около пляжа, где и проводит своё свободное время со своими сверстниками. Однажды он замечает проблемы со здоровьем у Тонто и отвозит его в ветеринарную лечебницу, где кот под пение хозяина умирает. Сидя на скамейке возле пляжа, Гарри замечает возле берега рыжего кота, как две капли воды похожего на Тонто, и бежит к нему.

## В ролях
| Актёр                  | Роль           |
| ---------------------- | -------------- |
| Арт Карни              | Гарри Кумбс    |
| Мелани Майрон          | Джинджер       |
| Ларри Хэгмэн           | Эдди Кумбс     |
| Фил Брунс              | Бёрт Кумбс     |
| Джош Мостел            | Норман Кумбс   |
| Эллен Бёрстин          | Ширли          |
| Джеральдин Фицджеральд | Джесси         |
| Клифф Де Янг           | Бёрт Кумбс-мл. |

## Награды и номинации
| Год  | Премия                              | Категория                                | Имя                           | Результат |
| ---- | ----------------------------------- | ---------------------------------------- | ----------------------------- | --------- |
| 1975 | Оскар                               | Лучшая мужская роль                      | Арт Карни                     | Победа    |
| 1975 | Оскар                               | Лучший оригинальный сценарий             | Пол Мазурски и Джош Гринфельд | Номинация |
| 1975 | Золотой глобус                      | Лучшая мужская роль (комедия или мюзикл) | Арт Карни                     | Победа    |
| 1975 | Золотой глобус                      | Лучший фильм (комедия или мюзикл)        |                               | Номинация |
| 1976 | Kinema Junpo Awards                 | Лучший фильм на иностранном языке        | Пол Мазурски                  | Победа    |
| 1974 | Национальный совет кинокритиков США | Лучшие десять фильмов                    |                               | Победа    |
| 1975 | Премия Гильдии сценаристов США      | Лучший оригинальный сценарий             | Пол Мазурски и Джош Гринфельд | Номинация |